# Dirk Hanus
Dirk Hanus (* 19. Februar 1962 in Wittenberg) ist ein deutscher Fotograf.

## Leben
Dirk Hanus entwickelte eine inszenierte Fotografie, die eine Position zwischen Interieur und Porträt einnimmt. Eine virtuelle Handlung findet auf seinen Fotoarbeiten nicht statt, sie wird aber angedeutet.
2003 war er Mitbegründer der Künstlergruppe Querschlag gemeinsam mit Peter Piek, Michael Goller und Michael Knauth.
2009 ist Dirk Hanus Gewinner der SELECTION 2009 / Photographers:Network mit dem Bild "boy under roof".

## Veröffentlichungen
- LichtGestalten. NOISEWORKS-Verlag, Chemnitz 2004, ISBN 3-9806158-1-2
- Dirk Hanus – Fotografie. Passage Verlag, Leipzig 2005, ISBN 3-938543-02-7